# غابرييل سيلا روجيري
غابرييل سيلا روجيري (بالإسبانية: Gabriel Hernán Cela)‏ هو لاعب كرة قدم أرجنتيني في مركزي مهاجم ‏ والهجوم، ولد في 8 أكتوبر 1974 في روساريو في الأرجنتين. لعب مع Club Cipolletti ‏.